# 古花镇
古花乡，是中华人民共和国重庆市南川区下辖的一个乡镇级行政单位。

## 行政区划
古花乡下辖以下地区：
古花村、太平村、红光村、穿洞村、万家村、天水村、天池村、木瓜村、时家村、大路村和大坡村。